# CHCHD3
CHCHD3 (англ. Coiled-coil-helix-coiled-coil-helix domain containing 3) – білок, який кодується однойменним геном, розташованим у людей на 7-й хромосомі. Довжина поліпептидного ланцюга білка становить 227 амінокислот, а молекулярна маса — 26 152.
| 10         |  | 20         |  | 30         |  | 40         |  | 50         |
| ---------- |  | ---------- |  | ---------- |  | ---------- |  | ---------- |
| MGGTTSTRRV |  | TFEADENENI |  | TVVKGIRLSE |  | NVIDRMKESS |  | PSGSKSQRYS |
| GAYGASVSDE |  | ELKRRVAEEL |  | ALEQAKKESE |  | DQKRLKQAKE |  | LDRERAAANE |
| QLTRAILRER |  | ICSEEERAKA |  | KHLARQLEEK |  | DRVLKKQDAF |  | YKEQLARLEE |
| RSSEFYRVTT |  | EQYQKAAEEV |  | EAKFKRYESH |  | PVCADLQAKI |  | LQCYRENTHQ |
| TLKCSALATQ |  | YMHCVNHAKQ |  | SMLEKGG    |  |            |  |            |

A: Аланін

C: Цистеїн

D: Аспарагінова кислота

E: Глутамінова кислота

F: Фенілаланін

G: Гліцин

H: Гістидин

I: Ізолейцин

K: Лізин

L: Лейцин

M: Метіонін

N: Аспарагін

P: Пролін

Q: Глутамін

R: Аргінін

S: Серин

T: Треонін

V: Валін

Кодований геном білок за функціями належить до репресорів, фосфопротеїнів, ліпопротеїнів. 
Задіяний у таких біологічних процесах, як транскрипція, регуляція транскрипції, ацетилювання. 
Локалізований у цитоплазмі, ядрі, мембрані, мітохондрії, внутрішній мембрані мітохондрії.